# Victoria Voxxx
Victoria Voxxx (Kansas City, 5 dicembre 1994) è un'attrice pornografica statunitense.

## Biografia e carriera pornografica
Nata nel Missouri, ha giocato a football al college e ha studiato filologia inglese. Dopo aver terminato gli studi si è trasferita a Las Vegas dove ha fondato una band ed è diventata ballerina di hip hop.
Interessata da sempre all'industria pornografica, nel 2018 ha partecipato agli AVN Awards dove, dopo esser stata contattata da diverse agenzie, ha scelto di farsi rappresentare dalla Nexxxt Level. Poco tempo dopo, all'età di 24 anni, ha girato la sua prima scena con Derrick Pierce per il sito Karups. Ha due tatuaggi: una stella all'interno del braccio sinistro e uno sul polso sinistro.
Come attrice, ha lavorato con le case di produzione qualk Evil Angel, Elegant Angel, Devil's Film, Girlfriends Films, 3rd Degree, Pure Taboo, Diabolic, Hard X, Wicked, Girlsway, Sweetheart Video, Adam & Eva, Zero Tolerance, Kink.com e Gender X.
Nel 2020 ha ricevuto le sue prime nomination nel mondo dell'industria del cinema per adulti agli AVN Awards. Nello stesso anno, agli XBIZ Awards ha ricevuto una candidatura al premio Best New Starlet. Nel 2022 sempre agli AVN è stata candidata come AVN Award for Best Supporting Actress, mentre agli XBIZ è stata premiata come Best Acting - Supporting.
Al 2022 ha girato oltre 200 scene ed ha ottenuto 1 AVN e 1 XBIZ Awards.

## Riconoscimenti
- AVN Awards
  - 2021 – Most Outrageous Sex Scene per Move Over, Linda Blair con Julia Ann e Steve Holmes[10]
  - 2024 - Best Supporting Actress per Primary 3[11]
- XBIZ Awards
  - 2022 – Best Acting - Supporting[9]
  - 2024 - Best Acting - Supporting[12]